# James Gunn (režisér)
James Francis Gunn Jr. (* 5. srpna 1966 St. Louis, Missouri) je americký režisér, scenárista, producent a herec.
V roce 1989 založil ve svém rodném St. Louis hudební skupinu The Icons, ve které zpíval a se kterou vydal roku 1994 album Mom, We Like It Here on Earth. Svoji filmařskou kariéru začal v roce 1996 scénářem k filmu Tromeo and Juliet, ve kterém se v malé roli také objevil. V dalších letech napsal např. snímky Scooby-Doo (2002), Úsvit mrtvých (2004) či Scooby-Doo 2: Nespoutané příšery (2004). Roku 2006 režijně debutoval filmem Slimák. Je autorem televizního seriálu The Tromaville Cafe (1997–2000) a internetového seriálu James Gunn's PG Porn (2008–2009). Pro Marvel Studios natočil v roce 2014 superhrdinský film Strážci Galaxie, na což o tři roky později navázal pokračováním Strážci Galaxie Vol. 2 a v roce 2023 třetím dílem Strážci Galaxie: Volume 3. V roce 2021 měl premiéru jeho snímek Sebevražedný oddíl z konkurenčního světa DC Extended Universe a o rok později první řada spin-off seriálu Peacemaker (pro HBO Max). Úspěch těchto počinů mu zajistil místo ve vedení DC Studios, kde spolu s producentem Peterem Safranem dostal v roce 2022 na starost další směřování DC Extended Universe, který restartovali do podoby DC Universe. V lednu 2023 představil první fázi nazvanou Gods and Monsters a oznámil, že prvním filmem bude Superman (2025), který sám natočil.
V roce 2000 napsal román The Toy Collector.

## Filmografie

### Film
| Rok  | Název                            | Režisér    | Scenárista | Producent   | Poznámky      |
| ---- | -------------------------------- | ---------- | ---------- | ----------- | ------------- |
| 1996 | Tromeo and Juliet                | spolupráce | Ano        | Ne          |               |
| 2000 | The Specials                     | Ne         | Ano        | spolupráce  |               |
| 2002 | Scooby-Doo                       | Ne         | Ano        | Ne          |               |
| 2004 | Úsvit mrtvých                    | Ne         | Ano        | Ne          |               |
| 2004 | Scooby-Doo 2: Nespoutané příšery | Ne         | Ano        | koproducent |               |
| 2006 | Slimák                           | Ano        | Ano        | Ne          | režijní debut |
| 2010 | Super                            | Ano        | Ano        | Ne          |               |
| 2014 | Strážci Galaxie                  | Ano        | Ano        | Ne          |               |
| 2016 | The Belko Experiment             | Ne         | Ano        | Ano         |               |
| 2017 | Strážci Galaxie Vol. 2           | Ano        | Ano        | Ne          |               |
| 2019 | Brightburn                       | Ne         | Ne         | Ano         |               |
| 2021 | Sebevražedný oddíl               | Ano        | Ano        | Ne          |               |
| 2023 | Strážci Galaxie: Volume 3        | Ano        | Ano        | Ne          |               |
| 2025 | Superman                         | Ano        | Ano        | Ano         |               |
| 2026 | Supergirl: Woman of Tomorrow     | Ne         | Ne         | Ano         |               |
| 2026 | Coyote vs. Acme                  | Ne         | Námět      | Ano         |               |

#### Výkonný producent
| Rok  | Název                  |
| ---- | ---------------------- |
| 2004 | LolliLove              |
| 2018 | Avengers: Infinity War |
| 2019 | Avengers: Endgame      |
| 2022 | Thor: Láska jako hrom  |

#### Krátké filmy
| Rok  | Název            | Režisér | Scenárista | Producent |
| ---- | ---------------- | ------- | ---------- | --------- |
| 1997 | Hamster PSA      | Ano     | Ano        | Ne        |
| 2004 | Tube             | Ne      | Ano        | Ne        |
| 2008 | Sparky & Mikaela | Ano     | Ano        | Ano       |
| 2008 | Humanzee!        | Ano     | Ano        | Ano       |
| 2013 | Beezel           | Ano     | Ano        | Ne        |

#### Herecké role
| Rok  | Název                                          | Role                          |
| ---- | ---------------------------------------------- | ----------------------------- |
| 1996 | Tromeo and Juliet                              |                               |
| 2000 | The Specials                                   | Minute Man                    |
| 2000 | Citizen Toxie: The Toxic Avenger IV            | doktor Flem Hocking           |
| 2003 | Doggie Tails, Vol. 1: Lucky's First Sleep-Over | Riley                         |
| 2003 | The Ghouls                                     |                               |
| 2003 | Melvin Goes to Dinner                          | Scott                         |
| 2004 | LolliLove                                      | James                         |
| 2006 | Slimák                                         | Hank                          |
| 2008 | Humanzee!                                      | James                         |
| 2010 | Super                                          | Demonswill                    |
| 2014 | Strážci Galaxie                                | Maskless Sakaaran, Baby Groot |

### Televize
| Rok       | Název                             | Režisér | Scenárista | Výkonný producent | Tvůrce | Poznámky       |
| --------- | --------------------------------- | ------- | ---------- | ----------------- | ------ | -------------- |
| 1997–2000 | The Tromaville Café               | Ano     | Ano        | Ne                | Ano    |                |
| 2008–2009 | James Gunn's PG Porn              | Ano     | Ano        | Ano               | Ano    | webový seriál  |
| 2022–     | Peacemaker                        | Ano     | Ano        | Ano               | Ano    |                |
| 2022      | Strážci Galaxie: Sváteční speciál | Ano     | Ano        | Ne                | Ano    | film           |
| 2022      | Já jsem Groot                     | Ne      | Ne         | Ano               | Ne     | krátkometrážní |
| 2024–     | Creature Commandos                | Ne      | Ano        | Ano               | Ano    |                |

#### Herecké role
| Rok       | Název                                      | Role                    | Poznámky       |
| --------- | ------------------------------------------ | ----------------------- | -------------- |
| 1997      | Sgt. Kabukiman Public Service Announcement | Insane Masturbator      | krátkometrážní |
| 1997–2000 | The Tromaville Café                        | Mike the Crazy Boom Guy |                |
| 2008–2009 | James Gunn's PG Porn                       | různé role              |                |
| 2013      | Holliston                                  | John Anguish            | díl: „Honesty“ |
| 2015      | Con Man                                    | Raaker 2.0              | webový seriál  |